# Tini titánok (televíziós sorozat)
A Tini titánok (eredeti cím: Teen Titans) 2003-tól 2006-ig futott amerikai televíziós rajzfilmsorozat, amely az azonos című DC Comics képregény alapján készült. Alkotói: Sam Register és Glen Murakami. Forgalomba hozta a Warner Bros. Első bemutatása a Cartoon Network csatornán történt 2003. július 19-én. Utolsó epizódját Things Change címmel 2006. január 16-án vetítették. A sorozat öt idényt ért meg, összesen 65 epizóddal. A „Különlegességek” (eredetileg Specials) című extra idény, aminek cselekménye a már említett 5 szezon előtt játszódik, plusz 4 epizódot told hozzá a sorozathoz, az első címe: The Lost Episode. Amerikában 2003. július 19. és 2006. január 16. között az amerikai Cartoon Network vetítette, Magyarországon 2005. január 8. és 2007. augusztus 11. között a közép- és kelet-európai Cartoon Network sugározta.
Sikerét követően a DC Comics külön képregényt indított, amely a tévésorozat cselekményéből táplálkozott, és a Teen Titans Go! címet kapta.

## A sorozat

Jobbról balra: Robin, Csillagfény, Cyborg, Gézengúz, Raven

A rajzfilmsorozat és a képregény között jelentős különbség volt, hogy míg a füzet a karaktereket legfőképp késő kamasz, kora húszas éveikben ábrázolta, addig az animált szereplők inkább gyerekek. Sok, a képregényből visszaköszönő név, köztük Aqualad és Robin, de eredetileg máshonnét származó alakok is megjelennek, mint az újrarajzolt Jinx, Marv Wolfman és Chuck Patton teremtménye.
A Tini Titánok sorozat jellemző eleme a humor; a szereplők külsejének újragondolását és az animáció egész stílusát nagyban befolyásolta a japán anime. A különböző epizódokon át a zenei aláfestés is ingadozik az angol és a japán verzió között. A dal eredeti előadója a japán j-pop duó, a Puffy AmiYumi volt.
A csapat egy gigantikus T alakú toronyban tartja főhadiszállását. Ez inspirálhatta a TitansTower.com internetes honlap névválasztását, ami 2005. november közepén jelentette be, hogy egy 6. idény kilátásai rendkívül valószínűtlennek tűnnek és ösztönözték a rajongókat, hogy fejezzék ki a folytatást követelő igényeiket a Cartoon Networknek. Több nappal ezután azonban a csatorna hivatalosan bejelentette a sorozat befejezését.
Wil Wheaton amerikai író és színész, aki Aqualad szinkronhangja volt, amellett érvelt, hogy a folytatás a Warner Bros miatt nem jött létre. Mások, így Rob Hoegee szerkesztő viszont egy élő internetes chat interjúban a Cartoon Network-öt jelölte meg az elhatározás forrásaként.
A sorozat befejezése után piacra dobtak egy animációs filmet Tini titánok: Gubanc Tokióban címmel. A premiert a San Diegói Comic-Con International képregény-találkozón tartották, a Catroon Network-ön 2005. szeptember 15-én mutatták be először. A DVD-t 2007. február 6-án hozták forgalomba. Valamint a Warner Bros bejelentette, hogy még tervben van több Tini Titánok témájú DVD-film készítése, a már kereskedelemben lévő Trouble in Tokyo bevételeitől függően. Hogy milyen formátumban valósítanák meg a sorozatokat, egyelőre kérdéses, mindazonáltal már kiadtak egy, a tévésorozat újratervezett karakterein alapuló képregényt Teen Titans Go! címmel, ami egy az egyben a televíziós animáció szellemét folytatja.

## Szereplők

### Tini titánok
Robin
Robin a csapat esze és vezetője. Mindig zöld kezeslábast visel, amire felsőnek ráhúz egy piros pólót köpennyel, amit egy sárga övvel rögzít, a lábára pedig csizmát tesz. Minden helyzetben magán hordja a szemmaszkját. Nem sűrűn fejezi ki az érzéseit. Minden áron befejezi amit elkezdett. Hajthatatlanul makacs. Ő az egyetlen halandó a csapatban. Szerelmes Csillagfénybe.
Csillagfény (Starfire)
Csillagfény egy mágikus lény egy másik bolygóról. Képes zöld fénycsóvákat előidézni a kezeiből és a szeméből, valamint tud repülni is. Combközépig érő lila csizmát visel, ugyanolyan színű rövid szoknyát és haspólót, valamint a karjain fémnehezékek vannak. Maga a személyiség egy vidám, mosolygós, pozitív lány, aki mindig jókedvű, de könnyen elszomorodik. Van egy nővére, akit Feketetűznek hívnak.
Kiborg (Cyborg)
Cyborg félig robot, félig ember. A testét fegyverként használja. Ha valamelyik robotrésze elromlik, egyszerűen megjavítja. Alapjában véve huncut és szeret másokkal viccelődni.
Gézengúz (Beast Boy)
Zöld bőrű és hajú lény, aki bármilyen állattá képes átalakulni, a helyzettől függően. Ahogy a nevéből is adódik, hasonló, mint Cyborg, csak ő huncutabb. Egy fekete-lila kezeslábast szokott viselni. Gyakran gyerekesen és éretlenül viselkedik.
Raven
Raven nyugodt temperamentumú démonlány, aki a mágiájával képes felemelni és széttörni tárgyakat. Apja egy démon, aki létrehozta őt. Egy fekete tornadresszt hord kék köpennyel, aminek a csuklyáját gyakran viseli. A haja rövid és lila, a bőre fehér, a homloka közepén egy ékkő van. Magának való fajta. Be tud férkőzni mások agyába is, így mikor Robinon kívül nem látja senki Sladet, és csapdába ejti csapattársait a karanténzárral, Raven megkeresi mágiával Robint, bejut az agyába és a szemén keresztül képes látni.

#### Kaptárbanda
Jinx
Jinx könyörtelen, szemtelen lány, ő vezeti a Kaptárbandát. Messzelátó szerelmes belé. Fekete gombolható inget és hozzáillő nadrágot visel, illetve fekete színű, lila talpú cipőt. Haját punkosan, rózsaszínre festve viseli. Tetszőlegesen tudja irányítani a hozzá közel lévők sorsát.
Gizmo
Gizmo egy apró méretű, cselszövő fiú. Bár Jinx magasabb hatalmi rangon áll, szeret parancsolgatni társainak. Szürkés- zöld vastag köpenyt hord, ezüstös csizmát, valamint kutatószemüveget. Alapvető szuperereje nincsen, különféle ultramodern fegyverekből nyeri hatalmát.
Mamut (Mammoth)
Mamut jókora, izmos fiú. Szeret rombolni, főleg, ha hasznot húzhat belőle. Fekete, ujjatlan pólót hord, amelyen arany kötő-láncot visel, míg a kézfeje mellett aranyra festett fémkarkötőt. Barna haja és apró szakálla van. Erejét hatalmas termetéből nyeri.
See-More
See-More közepes termetű, ravasz fiú. Fehér laborköpenyt visel, a hasrészen egy nagy szemet ábrázoló szimbólummal. Ezt, és a nadrágját több rétegű zöld övvel köti össze. Arcát sötétzöld álarccal fedi, melynek közepén egy neon zöld mechanikus szem található. Ezt több funkcióra is be tudja állítani, például képes retinapáncélt létesíteni, vagy láthatja az élőlényeket anélkül, hogy bármely más fedné őket.
Számtalan Billy (Billy Numerous)
Számtalan Billy magas, izmos fiú. Vörös páncélzatot visel, valamint vörös kesztyűket és hozzáillő vörös maszkot, mely csak az arca felső részét takarja. Szemét fekete szemüveggel rejti el. Páncélzata segítségével képes klónoznia magát, vagyis másolatokat alkhothat a testéből.
Privát Kaptár
Privát Kaptár fekete-sárga köpenyt hord, valamint sárga maszkot és kesztyűket. Nadrágja felső része sárga, valamint csizmája is. Köpenye mellkasi részén a Kaptár Banda emblémáját viseli. Hasonlóan Mamuthoz, nagy testi ereje van. Elsődleges fegyvere egy hatszögletű pajzs.

### Egyéb bűnözők
Terra
Terra egy lány, aki képes köveket mozgatni a levegőben, a kavicsoktól a hatalmas sziklákig. Szőke hajú és kék szemű. Gézengúz barátnője volt, míg Slade az elmekontroll-technikával átvette rajta az irányítást.
Slade
Slade a Titánok főellensége. Zseniális harcos, Robinnál is magasabb harcművészeti képességgel és fegyverismerettel rendelkezik, a modern technológiák ismeretének tekintetében Kiborggal, a helyzethez alkalmazkodás tekintetében Gézengúzzal, Csillagfénnyel és Ravennel vetélkedik. Először fő célja a Titánok legyőzése és hogy megmutassa Robin számára, nem különböznek egymástól annyira, mint hiszi
Blood testvér (Brother Blood)
Blood ősz hajú, határozott tartású férfi, akinek fő ereje a ravaszságában és ellentmondást nem tűrő, mégis manipuláló személyiségében rejlik. A Kaptár Akadémia nevű titkos kiképzőközpont igazgatója, ahol a szuperképességgel rendelkező fiatalokat tanítják meg a bűnözés alapjaira
Doktor Fény (Doctor Light)
Doktor Fény fekete szövetruhát és ehhez illeszkedő fekete nadrágot visel, a kezein ujjatlan fémkesztyűt, a fején fekete sisakot, mely nem fedi az arcát. Remekül ért a technológiához, ahogyan a modern fegyverekhez is, így veszélyes ellenfélnek számít. Valamilyen módon képes eszköz nélküli agykontrollra, így irányítani tudja mások gondolatmenetét. A 38. epizódban robotalkatrészeket operáltat magába, hogy igazi képességre tehessen szert, de Cyborg legyőzte őt. Az összes fegyverének jellemzője, hogy erős fényt bocsát ki.
Tévéőrült (Control Freak)
Tévéőrült túlsúlyos, rövid karú férfi, narancssárga hajjal. Fegyvere egy speciális távirányító, amellyel az uralma alá tudja vonni a különféle elektromos műszaki cikkeket, legfőképp a tévéket. Fizikai ereje igen alacsony, általában a befolyásolt gépekkel végezteti el a munkáját.
Gyilkos Moly (Killer Moth)
Gyilkos Moly egy molyszerű, mégis humanoid idegen. Képes irányítani a mutáns lepkéket, valamint átlagon felüli fizikai erővel rendelkezik.
Mumbo
Mumbo voltaképpen egy magasan képzett, részben mágikus bűvész, aki a bűn útjára tért. Varázsereje a pálcájából ered. Ha ereje aktív, akkor magas, kék bőrű. Ha nem, akkor alacsony, átlagos bőrű férfi. Keménykalapot és fekete-fehér inget visel.
Őrült Mod (Mad Mod)
Őrült Mod egy sötét bőrű, rosszindulatú öregúr, aki szakértő az illúziók megidézésében. Így egyik alkalommal, a Titánokat becsalta egy erődítményébe, s egy összetett kivetítőrendszerrel egy gimnázium képet szimulálta eléjük.

## A titkos személyazonosság
A többi, szuperhősökkel foglalkozó televíziós sorozattól eltérően a Tini Titánok mindig hősök, nincs civil alteregójuk. Robint többször is látjuk, amint a kosztümjében alszik.
Számomra az volt igazán fontos, hogy a kisgyermekek, akik nézni fogják, azonosulhassanak a karakterekkel. És abban a percben, mikor titkos személyazonosságot adsz egy szereplőnek, a gyerekek többé nem vetíthetik ki magukat a szereplőkbe. Nekem fontos volt, hogy megtehessék. Tudom, hogy lényeges a titkos személyazonosság, és a hasonló megoldások, de elsősorban azt akartuk mindenkitől, hogy legyenek igazán, igazán ikonikusak. Mint: „Ó, van egy robot fickó. Van egy földönkívüli lány. Van egy boszorkány. Meg van egy alakváltó fiú.”
Ezt a politikát az ötödik évadban törik meg, mikor a Doom Patrol tagjai Gézengúzt, a zöld alakváltót „Garfield” néven szólítják, mindazonáltal a Tini Titánok továbbra is a már megszokott módon nevezik. Csillagfény és Cyborg valódi neveire még a korábbi évadokban utalnak. Cyborg egy alkalommal a „Stone”- vagyis „Kő” álnevet választja magának, így sugalmazzák a rajzfilmsorozat alkotói, hogy DC képregényhősként a szereplő valódi neve „Victor Stone” volt. Csillagfény eredeti neve „Koriand'r” Tamarian nyelven; jelentése voltaképpen a földi álnevének szó szerinti fordítása (amint az ötödik szezon „Go!” Című epizódjából kiderül). Ravent ezek az előírások azért nem érintették, mert a lánynak sosem volt „titkos azonossága”.

## Fogadtatás
Néhány rajongó nem volt elégedett a sorozattal, annak gyerekes hangvétele miatt.
Egyesek egyenesen az eredeti DC képregény szereplők gúnyrajzának érezték nyugati és japán animáció hibrid karaktereit.
A Revolution című epizód kapta a legtöbb bírálatot az olyan honlapokon, mint a TV.com. A szóban forgó rész főgonosza átváltoztatja Jump City-t egy szürreális világgá, ami nagyon hasonlít ahhoz, ahogy a Monty Python Repülő Cirkusza ábrázolja Nagy Britanniát. Sok néző, különösen britek sztereotip előítéletként értelmezték a párhuzamot.

## Szereposztás
| Szereplő          | Eredeti hang                                                    | Magyar hang                                                           |
| ----------------- | --------------------------------------------------------------- | --------------------------------------------------------------------- |
| Robin             | Scott Menville                                                  | Előd Botond Varga Rókus (Vörös X, 9. rész)                            |
| Csillagfény       | Hynden Walch                                                    | Csuha Bori                                                            |
| Gézengúz          | Greg Cipes                                                      | Szalay Csongor                                                        |
| Raven             | Tara Strong                                                     | Nemes Takách Kata                                                     |
| Cyborg            | Khary Payton                                                    | Dózsa Zoltán Dányi Krisztián (Stone, 27. rész)                        |
| Poszméh           | T'Keyah Crystal Keymáh                                          | Ruttkay Laura                                                         |
| Vízilény          | Wil Wheaton                                                     | Papp Dániel (1. évad) Pálmai Szabolcs (2. évad) Fekete Ernő (3. évad) |
| Speedy            | Mike Erwin                                                      | Bartucz Attila (3. évad)                                              |
| Más és Menos      | Freddy Rodríguez                                                | Eredeti hang                                                          |
| Slade             | Ron Perlman                                                     | Schmied Zoltán                                                        |
| Terra             | Ashley Johnson                                                  | Garai Dóra                                                            |
| Blood Testvér     | John DiMaggio                                                   | Jáki Béla                                                             |
| Trigon            | Keith Szarabajka (1. évad) Kevin Michael Richardson (4. évad)   | Faragó András (1. évad) Deme Gábor (4. évad)                          |
| Parázs            | Dee Bradley Baker                                               |                                                                       |
| Plazma            | Dee Bradley Baker                                               |                                                                       |
| Gizmo             | Lauren Tom (3-63. rész) Tara Strong (64. rész)                  | Berkes Bence                                                          |
| Jinx              | Lauren Tom (3-59. rész) Tara Strong (64. rész)                  | Zsigmond Tamara (1. és 3. évad) Vadász Bea (4. évad)                  |
| Mamouth           | Kevin Michael Richardson                                        | Faragó András (1. évad) Tóth Zoltán (3. évad)                         |
| Mumbo Jumbo       | Tom Kenny                                                       | Sebestyén András (1. évad) Szombathy Gyula (3. évad)                  |
| Fény Doktor       | Rodger Bumpass                                                  | Tóth Zoltán (1. évad) Vass Gábor (4. évad)                            |
| Őrült Mod         | Malcolm McDowell                                                | Magyar Attila (1. évad) Kassai Károly (3. évad)                       |
| Tévéőrült         | Alexander Polinsky                                              | Magyar Attila (2. évad) Fekete Zoltán (4. évad)                       |
| Gyilkos Lepke     | Thomas Haden Church (2. évad) Marc Worden (3. évad)             | Ifj. Jászai László (2. évad) Kassai Károly (3. évad)                  |
| Johnny Rancid     | Henry Rollins                                                   | Szabó Máté (2. évad) Fekete Ernő (3. évad)                            |
| Adonis            | Greg Cipes                                                      | Mesterházy Gyula (3. évad) Bordás János (4. évad)                     |
| Overload (Óriás)  | James Arnold Taylor (1. évad) Dee Bradley Baker (2. és 5. évad) | Schneider Zoltán (1. évad)                                            |
| Mae-Eye Mama      | Billie Hayes                                                    | Némedi Mari                                                           |
| Számtalan Billy   | Jason Marsden                                                   | Szabó Máté                                                            |
| See-More          | Kevin Michael Richardson                                        | Szvetlov Balázs                                                       |
| Privát Kaptár     | Greg Cipes                                                      | Kisfalusi Lehel                                                       |
| Fekete Tűz        | Hynden Walch                                                    | Szabó Zselyke                                                         |
| Villám            | Quinton Flynn                                                   | Szvetlov Balázs                                                       |
| Mennydörgés       | S. Scott Bullock                                                | Elek Ferenc                                                           |
| Báb király        | Tracey Walter                                                   | Scherer Péter                                                         |
| Fixit             | Tom Kenny                                                       | Vizy György                                                           |
| Trident           | Clancy Brown                                                    | Schneider Zoltán                                                      |
| Tramm             | Dave Coulier (1. évad) Dee Bradley Baker (5. évad)              | Maróti Attila                                                         |
| Warp              | Xander Berkeley                                                 | Szabó Máté                                                            |
| Soto              | Dee Bradley Baker                                               | Varga Tamás                                                           |
| Űrlény kutya      | Dee Bradley Baker                                               | Szokol Péter                                                          |
| Cica              | Tara Strong                                                     | Molnár Ilona                                                          |
| Fang              | Will Friedle                                                    | Moser Károly                                                          |
| A Játék Mester    | Jim Cummings                                                    | Barbinek Péter                                                        |
| Larry             | Dee Bradley Baker                                               | Szvetlov Balázs                                                       |
| Malchior          | Greg Ellis                                                      | Takátsy Péter                                                         |
| Vörös X           | Scott Menville                                                  | Takátsy Péter                                                         |
| Chang Professzor  | James Hong                                                      | Várfi Sándor                                                          |
| Galfore           | Alan Shearman                                                   | Tóth Zoltán                                                           |
| Atlas             | Keith David                                                     | Faragó András                                                         |
| Szerelő           | John DiMaggio                                                   | Lázár Sándor                                                          |
| Val Yor           | Stephen Root                                                    | Vass Gábor                                                            |
| Katarou           | Keone Young                                                     | Oberfrank Pál                                                         |
| Krall             | Michael Clarke Duncan                                           | Oberfrank Pál                                                         |
| Sarasim           | Kimberly Brooks                                                 | Peller Anna                                                           |
| Boszorkány        | Scott Menville                                                  | Molnár Zsuzsa                                                         |
| Bob               | Tom Kane                                                        | Fekete Zoltán                                                         |
| A Legfőbb Kreátor | Rob Paulsen                                                     | Bezerédi Zoltán                                                       |
| Joaquim           | Rob Paulsen                                                     | Deme Gábor                                                            |
| Rebecca           | Hynden Walch                                                    | Peller Anna                                                           |
| Arella            | Virginia Madsen                                                 | Árkosi Kati                                                           |
| Chu-hui           | Takayo Fischer                                                  | Kassai Ilona                                                          |
| A medve           | Kevin Michael Richardson                                        | Vass Gábor                                                            |
| A kígyó           | Kevin Michael Richardson                                        |                                                                       |
| A majom           | Keone Young                                                     | Bezerédi Zoltán                                                       |
| Punk Rakéta       | Greg Ellis                                                      | Nincs                                                                 |
| Mento             | Xander Berkeley                                                 | Nincs                                                                 |
| Elasztilány       | Tara Strong                                                     | Nincs                                                                 |
| Negatív Ember     | Judge Reinhold                                                  | Nincs                                                                 |
| Robotember        | Peter Onorati                                                   | Nincs                                                                 |
| Az Agy            | Glenn Shadix                                                    | Nincs                                                                 |
| Monsieur Mallah   | Glenn Shadix                                                    | Nincs                                                                 |
| Madame Rouge      | Hynden Walch                                                    | Nincs                                                                 |
| Immortus Tábornok | Xander Berkeley                                                 | Nincs                                                                 |
| Andre Le Blanc    | Dee Bradley Baker                                               | Nincs                                                                 |
| Ding Dong Daddy   | David Johansen                                                  | Nincs                                                                 |
| Kyd Wykkyd        | S. Scott Bullock                                                | Nincs                                                                 |
| Fakutya           |                                                                 | Nincs                                                                 |
| Psimon            |                                                                 | Nincs                                                                 |
| Forrófejű         | Bumper Robinson                                                 | Nincs                                                                 |
| Vadállat          | Dee Bradley Baker                                               | Nincs                                                                 |
| Vörös Csillag     | Jason Marsden                                                   | Nincs                                                                 |
| Kole              | Tara Strong                                                     | Nincs                                                                 |
| Gnarrk            | Dee Bradley Baker                                               | Nincs                                                                 |
| Melvin            | Russi Taylor                                                    | Nincs                                                                 |
| Timmy Tantrum     | Russi Taylor                                                    | Nincs                                                                 |
| Teether           | Tara Strong                                                     | Nincs                                                                 |
| Kölyök Flash      | Michael Rosenbaum                                               | Nincs                                                                 |
| Argent            | Hynden Walch                                                    | Nincs                                                                 |
| Killowat          | Yuri Lowenthal                                                  | Nincs                                                                 |
| Trogaar           | Gary Sturgis                                                    | Nincs                                                                 |
| Pantha            | Diane Delano                                                    | Nincs                                                                 |
| Jericho           | Nem beszél                                                      | Nem beszél                                                            |
| Herald            | Khary Payton                                                    | Nincs                                                                 |

## Magyar változat
A szinkront a VoxTrade Media Rt. készítette.
- Magyar szöveg: Nagy Gabi
- Hangmérnök és vágó: Solymosi Ákos, Traub Gyula
- Gyártásvezető: Kasznárné Nagy Éva
- Szinkronrendező: Rehorovszky Béla
- Producer: Füredi Vilmos
- Felolvasó: Mohai Gábor
- További magyar hangok: Deme Gábor, Hegedüs Miklós, Lukácsi József, Maday Gábor, Pethes Csaba, Petridisz Hrisztosz, Téglás Judit, Végh Ferenc, Haagen Imre, Martin Adél, Kisfalusi Lehel, Gardi Tamás

## Évados áttekintés
| Évad | Évad        | Epizódok    | Eredeti sugárzás     | Eredeti sugárzás     | Magyar sugárzás   | Magyar sugárzás     |
| Évad | Évad        | Epizódok    | Évadpremier          | Évadfinálé           | Évadpremier       | Évadfinálé          |
| ---- | ----------- | ----------- | -------------------- | -------------------- | ----------------- | ------------------- |
|      | 1           | 13          | 2003. július 19.     | 2003. november 11.   | 2005. január 8.   | 2005. február 16.   |
|      | 2           | 13          | 2004. január 10.     | 2004. augusztus 21.  | 2005. február 20. | 2005. április 2.    |
|      | 3           | 13          | 2004. augusztus 28.  | 2005. január 22.     | 2006. május 6.    | 2006. június 17.    |
|      | 4           | 13          | 2005. január 29.     | 2005. július 16.     | 2007. június 9.   | 2007. augusztus 11. |
|      | 5           | 13          | 2005. szeptember 24. | 2006. január 16.     | TBA               | TBA                 |
|      | Különkiadás | Különkiadás | 2005. január 10.     | 2005. január 10.     | TBA               | TBA                 |
|      | Film        | Film        | 2006. szeptember 15. | 2006. szeptember 15. | 2009. január 2.   | 2009. január 2.     |

## Epizódok

### 1. évad (2003)
| #   | #   | Eredeti cím          | Magyar cím            | Rendezte      | Írta                    | Eredeti premier      | Magyar premier    | Gyártási kód |
| --- | --- | -------------------- | --------------------- | ------------- | ----------------------- | -------------------- | ----------------- | ------------ |
| 1.  | 1.  | Divide and Conquer   | Oszd meg és uralkodj! | Ciro Nieli    | David Slack             | 2003. augusztus 2.   | 2005. január 8.   | 385-901      |
| 2.  | 2.  | Sisters              | Nővérek               | Alex Soto     | Amy Wolfram             | 2003. július 26.     | 2005. január 9.   | 385-902      |
| 3.  | 3.  | Final Exam           | A végső megmérettetés | Michael Chang | Rob Hoegee              | 2003. július 19.     | 2005. január 15.  | 385-903      |
| 4.  | 4.  | Forces of Nature     | A természet erői      | Ciro Nieli    | Adam Beechen            | 2003. augusztus 16.  | 2005. január 16.  | 385-904      |
| 5.  | 5.  | The Sum of His Parts | Kiborg alkatrészei    | Alex Soto     | David Slack             | 2003. augusztus 23.  | 2005. január 22.  | 385-905      |
| 6.  | 6.  | Nevermore            | Soha többé            | Michael Chang | Greg Klein, Tom Pugsley | 2003. augusztus 30.  | 2005. január 23.  | 385-906      |
| 7.  | 7.  | Switched             | Szerepcsere           | Ciro Nieli    | Rick Copp               | 2003. szeptember 6.  | 2005. január 29.  | 385-907      |
| 8.  | 8.  | Deep Six             | Az óceán fenekén      | Alex Soto     | Marv Wolfman            | 2003. szeptember 13. | 2005. január 30.  | 385-908      |
| 9.  | 9.  | Masks                | Álarcok               | Michael Chang | Tom Pugsley, Greg Klein | 2003. szeptember 20. | 2005. február 5.  | 385-909      |
| 10. | 10. | Mad Mod              | Őrült Mod             | Ciro Nieli    | Adam Beechen            | 2003. szeptember 27. | 2005. február 6.  | 385-910      |
| 11. | 11. | Car Trouble          | Gondok a kocsi körül  | Alex Soto     | Amy Wolfram             | 2003. november 11.   | 2005. február 12. | 385-911      |
| 12. | 12. | Apprentice           | A tanítvány           | Michael Chang | Rob Hoegee              | 2003. október 11.    | 2005. február 13. | 385-912      |
| 13. | 13. | Apprentice pt II     | A tanítvány, 2. rész  | Ciro Nieli    | David Slack             | 2003. október 11.    | 2005. február 16. | 385-913      |

### 2. évad (2004)
| #   | #   | Eredeti cím           | Magyar cím             | Rendezte      | Írta            | Eredeti premier     | Magyar premier     | Gyártási kód |
| --- | --- | --------------------- | ---------------------- | ------------- | --------------- | ------------------- | ------------------ | ------------ |
| 14. | 1.  | How Long Is Forever?  | Meddig tart az örökké? | Alex Soto     | David Slack     | 2004. január 10.    | 2005. február 20.  | 257-321      |
| 15. | 2.  | Every Dog Has His Day | Kutyák és gazdik       | Michael Chang | Rob Hoegee      | 2004. január 17.    | 2005. február 26.  | 257-322      |
| 16. | 3.  | Terra                 | Terra                  | Ciro Nieli    | Amy Wolfram     | 2004. január 24.    | 2005. február 27.  | 257-323      |
| 17. | 4.  | Only Human            | Ember vagy robot       | Alex Soto     | Adam Beechen    | 2004. január 31.    | 2005. március 5.   | 257-324      |
| 18. | 5.  | Fear Itself           | Maga a félelem         | Michael Chang | Dwayne McDuffie | 2004. február 7.    | 2005. március 6.   | 257-325      |
| 19. | 6.  | Date with Destiny     | Rajzás                 | Ciro Nieli    | Rick Copp       | 2004. február 14.   | 2005. március 12.  | 257-326      |
| 20. | 7.  | Transformation        | Átalakulás             | Alex Soto     | Rob Hoegee      | 2004. február 21.   | 2005. március 13.  | 257-327      |
| 21. | 8.  | Titan Rising          | Titán születik         | Michael Chang | Amy Wolfram     | 2004. február 28.   | 2005. március 19.  | 257-328      |
| 22. | 9.  | Winner Take All       | A győztes mindent visz | Ciro Nieli    | Dwayne McDuffie | 2004. március 6.    | 2006. augusztus 1. | 257-329      |
| 23. | 10. | Betrayal              | A csapda               | Alex Soto     | Amy Wolfram     | 2004. július 31.    | 2005. március 20.  | 257-330      |
| 24. | 11. | Fractured             | Törések                | Michael Chang | David Slack     | 2004. augusztus 7.  | 2005. március 26.  | 257-331      |
| 25. | 12. | Aftershock            | Utórezgés, 1. rész     | Ciro Nieli    | David Slack     | 2004. augusztus 14. | 2005. március 27.  | 257-332      |
| 26. | 13. | Aftershock pt. II     | Utórezgések, 2. rész   | Alex Soto     | Amy Wolfman     | 2004. augusztus 21. | 2005. május 2.     | 257-333      |

### 3. évad (2004-2005)
| #   | #   | Eredeti cím                                              | Magyar cím                                                      | Rendezte                            | Írta                            | Eredeti premier      | Magyar premier   | Gyártási kód |
| --- | --- | -------------------------------------------------------- | --------------------------------------------------------------- | ----------------------------------- | ------------------------------- | -------------------- | ---------------- | ------------ |
| 27. | 1.  | Deception                                                | A csalás                                                        | Michael Chang                       | Rob Hoegee                      | 2004. augusztus 28.  | 2006. május 6.   | 257-481      |
| 28. | 2.  | X                                                        | Vörös X                                                         | Ben Jones                           | David Slack                     | 2004. szeptember 4.  | 2006. május 7.   | 257-482      |
| 29. | 3.  | Betrothed                                                | Csillagfény vőlegénye                                           | Alex Soto                           | Amy Wolfram                     | 2004. szeptember 11. | 2006. május 13.  | 257-483      |
| 30. | 4.  | Crash                                                    | A vírus                                                         | Michael Chang                       | Rick Copp                       | 2004. szeptember 18. | 2006. május 14.  | 257-484      |
| 31. | 5.  | Haunted                                                  | Slade szelleme                                                  | Ben Jones                           | Adam Beechen                    | 2004. október 2.     | 2006. május 20.  | 257-485      |
| 32. | 6.  | Spellbound                                               | Fekete mágia                                                    | Alex Soto                           | David Slack                     | 2004. október 9.     | 2006. május 21.  | 257-486      |
| 33. | 7.  | Revolution                                               | Forradalom                                                      | Michael Chang                       | John Esposito                   | 2004. október 16.    | 2006. július 4.  | 257-487      |
| 34. | 8.  | Wavelength                                               | A hangrezonátor                                                 | Ben Jones                           | Greg Klein, Thomas Pugsley      | 2004. október 23.    | 2006. május 28.  | 257-488      |
| 35. | 9.  | The Beast Within                                         | A vadállat                                                      | Alex Soto                           | David Slack                     | 2004. október 30.    | 2006. június 3.  | 257-489      |
| 36. | 10. | Can I Keep Him?                                          | Megtarthatom?                                                   | Christopher Berkeley, Michael Chang | Richard Elliott, Simon Racioppa | 2004. november 6.    | 2006. június 4.  | 257-490      |
| 37. | 11. | Bunny Raven... or... How to Make a Titananimal Disappear | Raven nyuszi... Avagy... Hogyan tüntessünk el egy titánállatot? | Ben Jones                           | Louis Hirshorn, Joelle Sellner  | 2005. január 8.      | 2006. június 10. | 257-491      |
| 38. | 12. | Titans East                                              | Keleti titánok                                                  | Alex Soto                           | Marv Wolfman                    | 2005. január 15.     | 2006. június 11. | 257-492      |
| 39. | 13. | Titans East pt II                                        | Keleti titánok, 2. rész                                         | Michael Chang                       | David Slack                     | 2005. január 22.     | 2006. június 17. | 257-493      |

### 4. évad (2005)
| #   | #   | Eredeti cím           | Magyar cím          | Rendezte      | Írta                            | Eredeti premier   | Magyar premier      | Gyártási kód |
| --- | --- | --------------------- | ------------------- | ------------- | ------------------------------- | ----------------- | ------------------- | ------------ |
| 40. | 1.  | Episode 257-494       | Tévéőrült           | Ben Jones     | David Slack                     | 2005. január 29.  | 2007. június 9.     | 257-494      |
| 41. | 2.  | Cyborg the Barbarian  | Cyborg, a barbár    | Alex Soto     | Richard Elliott, Simon Racioppa | 2005. február 19. | 2007. június 10.    | 257-495      |
| 42. | 3.  | Birthmark             | Raven sorsa         | Michael Chang | David Slack                     | 2005. február 12. | 2007. június 16.    | 257-496      |
| 43. | 4.  | The Quest             | Robin útra kell     | Ben Jones     | Amy Wolfram                     | 2005. február 5.  | 2007. június 17.    | 257-497      |
| 44. | 5.  | Employee of the Month | A hónap dolgozója   | Alex Soto     | Rob Hoegee                      | 2005. május 21.   | 2007. június 23.    | 257-498      |
| 45. | 6.  | Troq                  | Csillagfény, a Troq | Michael Chang | Amy Wolfram                     | 2005. május 28.   | 2007. június 24.    | 257-499      |
| 46. | 7.  | The Prophecy          | A jóslat            | Ben Jones     | Greg Klein, Tom Pugsley         | 2005. június 4.   | 2007. június 30.    | 257-500      |
| 47. | 8.  | Stranded              | Idegen bolygón      | Alex Soto     | Melody Fox                      | 2005. június 11.  | 2007. július 1.     | 257-501      |
| 48. | 9.  | Overdrive             | A túlhajtó meghajtó | Michael Chang | David Slack                     | 2005. június 18.  | 2007. augusztus 4.  | 257-502      |
| 49. | 10. | Mother Mae-Eye        | Mae-Eye Mama        | Ben Jones     | David Slack                     | 2005. június 25.  | 2007. július 2.     | 257-503      |
| 50. | 11. | The End               | A vég, 1. rész      | Alex Soto     | Amy Wolfram                     | 2005. július 2.   | 2007. augusztus 5.  | 257-504      |
| 51. | 12. | The End part II       | A vég, 2. rész      | Michael Chang | Rob Hoegee                      | 2005. július 9.   | 2007. augusztus 5.  | 257-505      |
| 52. | 13. | The End part III      | A vég, 3. rész      | Ben Jones     | David Slack                     | 2005. július 16.  | 2007. augusztus 11. | 257-506      |

### 5. évad (2005-2006)
| #   | #   | Eredeti cím        | Magyar cím         | Rendezte       | Írta                                   | Eredeti premier      | Gyártási kód |
| --- | --- | ------------------ | ------------------ | -------------- | -------------------------------------- | -------------------- | ------------ |
| 53. | 1.  | Homecoming         | Hazatérés, 1. rész | Michael Chang  | Rob Hoegee                             | 2005. szeptember 24. | 507          |
| 54. | 2.  | Homecoming part II | Hazatérés, 2. rész | Ben Jones      | Richard Elliott, Simon Racioppa        | 2005. október 1.     | 508          |
| 55. | 3.  | Trust              | Bizalom            | Matt Youngberg | Amy Wolfram                            | 2005. október 8.     | 509          |
| 56. | 4.  | For Real           | Igazából           | Michael Chang  | Melody Fox                             | 2005. október 15.    | 510          |
| 57. | 5.  | Snowblind          | Hóvakság           | Ben Jones      | Rob Hoegee                             | 2005. október 29.    | 511          |
| 58. | 6.  | Kole               | Kole               | Matt Youngberg | Amy Wolfram                            | 2005. november 5.    | 512          |
| 59. | 7.  | Hide and Seek      | Bújócska           | Michael Chang  | Amy Wolfram                            | 2005. november 12.   | 513          |
| 60. | 8.  | Lightspeed         | Fénysebesség       | Ben Jones      | Rob Hoegee, George Pérez, Marv Wolfman | 2005. december 3.    | 514          |
| 61. | 9.  | Revved Up          | Pörögj fel!        | Matt Youngberg | John Esposito                          | 2005. december 10.   | 515          |
| 62. | 10. | Go!                | Harcra fel!        | Michael Chang  | David Slack                            | 2005. december 17.   | 516          |
| 63. | 11. | Calling All Titans | Titángyűlés        | Ben Jones      | Amy Wolfram                            | 2006. január 7.      | 517          |
| 64. | 12. | Titans Together    | Titánok együtt     | Matt Youngberg | Rob Hoegee                             | 2006. január 14.     | 518          |
| 65. | 13. | Things Change      | A dolgok változnak | Michael Chang  | Amy Wolfram                            | 2006. január 16.     | 519          |

## Különkiadás
| Eredeti cím      | Magyar cím          | Rendezte       | Írta      | Eredeti premier                                  |
| ---------------- | ------------------- | -------------- | --------- | ------------------------------------------------ |
| The Lost Episode | Az elveszett epizód | Matt Youngberg | Rick Copp | 2005. január 10. (Online) 2007. február 6. (DVD) |

## Film
| Eredeti cím                   | Magyar cím                    | Rendezte                                 | Írta        | Eredeti premier                                  | Magyar premier  |
| ----------------------------- | ----------------------------- | ---------------------------------------- | ----------- | ------------------------------------------------ | --------------- |
| Teen Titans: Trouble in Tokyo | Tini titánok: Gubanc Tokióban | Michael Chang, Ben Jones, Matt Youngberg | David Slack | 2006. szeptember 15. (TV) 2007. február 6. (DVD) | 2009. január 2. |